# ولادیمیر کوستنکو
ولادیمیر کوستنکو (انگلیسی: Vladimir Kostenko; ۱۱ ژوئن ۱۹۰۳ – ۷ نوامبر ۱۹۶۷) رقصنده باله، و بازیگر  اهل اوکراین بود.